# Wetzelsdorf
Wetzelsdorf är stadsdistrikt nummer 15 i staden Graz i förbundslandet Steiermark i Österrike. 